# Michele Di Mauro
Michele Di Mauro (Torino, 9 luglio 1960) è un attore, doppiatore e regista teatrale italiano.

## Biografia
Attore e regista teatrale dal 1980 in poi, ha collaborato con il Teatro Stabile di Torino, il Gruppo della Rocca, il Teatro Settimo e lo Stabile di Palermo.
Ha debuttato come attore cinematografico nel film di Gianluca Maria Tavarelli Portami via (1994); molto spesso inserito nei lungometraggi di Marco Ponti, lo si rivedrà anche nei film Il partigiano Johnny (2000) e Ravanello pallido (2001). 
Come doppiatore ha tra l'altro prestato la sua voce al personaggio di Moud nel lungometraggio di animazione Aida degli alberi (2001).
Oltre al cinema e teatro ha lavorato spesso alla radio, sia come attore, sia conducendo vari programmi su Rai Radio 2 accanto a Ermanno Anfossi, Germana Pasquero e Andrea Zalone, come Non ho parole (2001). Su Radio Deejay, invece, ha accompagnato Luciana Littizzetto negli sketch da lei proposti nel programma La Bomba. Nel 2021 ha letto Il diavolo sulle colline di Cesare Pavese per Ad Alta Voce,  trasmesso da Rai Radio 3.
Nel 2004 ha partecipato alla miniserie Le stagioni del cuore di Antonello Grimaldi con Alessandro Gassman, Anna Valle, Martina Stella, Tatiana Lepore e Antonella Attili. L'anno successivo è stato Sandrone in Manuale d'amore, mentre nel 2009, ha preso parte a La doppia ora di Giuseppe Capotondi con Ksenija Aleksandrovna Rappoport, Filippo Timi e Antonia Truppo.
Dal 2017 è parte fissa del cast della serie tv I delitti del BarLume, interpretando il goloso e logorroico commissario di polizia Tassone.

## Vita privata
È sposato con la scrittrice Stefania Bertola. La coppia, che vive a Torino, ha una figlia, Caterina. 

## Teatro

### Attore
- Una losca congiura di Barbariccia contro Bonaventura, adattamento e regia di Franco Passatore; produzione Teatro Stabile di Torino - Settore Scuola/Ragazzi (1979-1981)
- Arlecchino/Arlequin di Ettore Capriolo e Franco Passatore, regia di Franco Passatore; produzione Teatro Stabile di Torino - Settore Scuola/Ragazzi (1981)
- Silenzio, siamo in onda!, testo e regia di Franco Passatore; produzione Teatro Stabile di Torino - Settore Scuola/Ragazzi (1982)
- L'albero musone di Piero Ferrero, regia di Franco Passatore; produzione Teatro Stabile di Torino - Settore Scuola/Ragazzi (1983)
- Il mio regno per un cavallo, testo e regia di Franco Passatore; produzione Teatro Stabile di Torino - Settore Scuola/Ragazzi (1984)
- Ma che storia è questa?, testo e regia di Franco Passatore; produzione Teatro Stabile di Torino - Settore Ragazzi (1985)
- Benvenuto Wilko di Cristina Lastrego, Francesco Testa e Franco Passatore, regia di Franco Passatore; produzione Teatro Stabile di Torino - Settore Ragazzi (1986)
- L’isola dei pappagalli con Bonaventura prigioniero degli antropofagi di Sergio Tofano, regia di Franco Passatore; produzione Teatro Stabile di Torino - Settore Ragazzi (1986)
- Il Piccolo Principe. Apologo in musica di Mietta Segré e Franco Gervasio da Antoine de Saint-Exupéry, regia di Franco Gervasio; produzione Teatro Stabile di Torino (1988)
- Mardi 14. Rien - Dagli atti del processo a Luigi XVI di Patrizia Buzzi Barone, regia di Franco Gervasio; produzione Teatro Stabile di Torino (1989)
- Terabak...c'era una svolta; produzione Granserraglio (1989)
- A prescindere dal Ciclope di Euripide, regia di Franco Passatore; produzione Teatro Stabile di Torino - Settore Ragazzi e Giovani (1990)
- Nel catalogo figurate come uomini di Gianluca Favetto; regia di Leandro Agostini (1997)
- Ifigenia di Euripide, regia di Massimo Castri (II edizione); coproduzione Teatro Stabile di Torino - Teatro Metastasio di Prato (2001)
- Domande a Dio, progetto e conduzione di Gabriele Vacis, Roberto Tarasco, Francesco Micheli; produzione Teatro Stabile di Torino (2002)
- Macbeth Concerto da William Shakespeare, adattamento e regia di Gabriele Vacis; produzione Teatro Stabile di Torino (2003)
- Vocazione. Teatro del diventare grandi secondo “Wilhelm Meister”, progetto di Gabriele Vacis; produzione Teatro Stabile di Torino (2004)
- Una giornata così - spettacolo/concerto per il Sessantennale della Resistenza, a cura di Mauro Avogadro e Ola Cavagna; produzione Teatro Stabile di Torino (2005)
- Un anno con 13 lune di Rainer Werner Fassbinder, regia di Annalisa Bianco e Virginio Liberti; produzione Egumteatro (2007)
- Zio Vanja da Anton Cechov, adattamento e regia di Gabriele Vacis; produzione Teatro Stabile di Torino (2009-2010)
- Quattro Atti Profani di Antonio Tarantino, regia di Valter Malosti; produzione Teatro Stabile di Torino (2009-2010)
- Filippo di Vittorio Alfieri, regia di Valerio Binasco; produzione Teatro Stabile di Torino (2010)
- Questa sera si recita a soggetto di Luigi Pirandello, regia di Virginio Liberti; produzione Teatro Stabile di Torino (2011)
- Come vi piace di William Shakespeare, regia di Leo Muscato; produzione Teatro Stabile di Torino/Teatro Nazionale (2016)
- Sogno d'autunno di Jon Fosse, regia di Valerio Binasco; produzione Teatro Stabile di Torino/Teatro Nazionale (2017)
- Arlecchino servitore di due padroni di Carlo Goldoni, regia di Valerio Binasco; produzione Teatro Stabile di Torino/Teatro Nazionale (2018)
- Amleto di William Shakespeare, regia di Valerio Binasco; produzione Teatro Stabile di Torino/Teatro Nazionale (2019)
- La valle dell'Eden di John Steinbeck, regia di Antonio Latella; coproduzione ERT/Teatro Nazionale - Teatro Metastasio di Prato - Teatro Stabile dell’Umbria (2019)
- Molly Sweeney di Brian Friel, regia di Valerio Binasco; produzione Teatro Stabile di Torino/Teatro Nazionale (2020)
- Le sedie di Eugène Ionesco, regia di Valerio Binasco; produzione Teatro Stabile di Torino/Teatro Nazionale (2021)
- Sogno di una notte di mezza estate di William Shakespeare, regia di Valerio Binasco; produzione Teatro Stabile di Torino/Teatro Nazionale (2021)
- Calderón di Pier Paolo Pasolini, regia di Fabio Condemi; produzione ERT/Teatro Nazionale (2022)
- Romeo e Giulietta di William Shakespeare, regia di Mario Martone; produzione Piccolo Teatro di Milano (2023)
- La ragazza sul divano di Jon Fosse, regia di Valerio Binasco; produzione Teatro Stabile di Torino/Teatro Nazionale (2024)
- La Grande Magia di Eduardo De Filippo, regia di Gabriele Russo; produzione Teatro Bellini di Napoli (2024)

### Attore e regista
- Asino chi non legge (1991)
- Façade uno & due di Edith Sitwell; coproduzione Teatro Stabile di Torino - Teatro Giacosa di Ivrea (2000)
- Krapp. Variazioni sull'ultimo nastro di Samuel Beckett; produzione Teatro Stabile di Torino (2001)
- Amore mio infinito dal romanzo di Aldo Nove (2003-2005)
- Tuttodunfiato - parole belle dal grande mucchio (2005)
- Cosmetica del nemico (2007)
- L'amore segreto di Ofelia di Steven Berkoff; coproduzione Fondazione TPE - Festival delle Colline Torinesi (2014-2015)

### Autore, attore e regista
- Verrà la morte e avrà i tuoi hobby (1991)
- Una dichiarazione d'amore (2002)
- Othello. Per morire in un tuo bacio da William Shakespeare; produzione M.A.S. Jurarra (2003)
- Così, su due piedi (2003/2004)

### Regista
- Primo Amore di Letizia Russo; regia e drammaturgia sonora di Michele Di Mauro; produzione Cubo Teatro Torino (2016)
- Causa di Beatificazione di Massimo Sgorbani; produzione Festival delle Colline Torinesi (2019)
- Fedrah o della Spietà dell'amore. Variazioni attorno al mito e alle sue riscritture, elaborazione drammaturgica e regia di Michele Di Mauro; produzione Piccola Compagnia della Magnolia (2021)

## Filmografia parziale

### Cinema
- Giovanni il ragazzo del sogno, regia di Giuseppe Rolando – mediometraggio (1987)
- Portami via, regia di Gianluca Maria Tavarelli (1994)
- Il partigiano Johnny, regia di Guido Chiesa (2000)
- Ravanello pallido, regia di Gianni Costantino (2001)
- Santa Maradona, regia di Marco Ponti (2001)
- A/R Andata + Ritorno, regia di Marco Ponti (2004)
- Manuale d'amore, regia di Giovanni Veronesi (2005)
- La doppia ora, regia di Giuseppe Capotondi (2009)
- Vorticale, regia di Matteo Esposito (2023)
- Non morirò di fame, regia di Umberto Spinazzola (2023)

### Televisione
- Le stagioni del cuore, regia di Antonello Grimaldi – miniserie TV (2004)
- Fuoriclasse – serie TV, 24 episodi (2011-2015)
- Questo nostro amore – serie TV (2012)
- Walter Chiari - Fino all'ultima risata, regia di Enzo Monteleone – miniserie TV (2012)
- Non uccidere – serie TV, episodio 1x07 (2016)
- L'allieva – serie TV, 26 episodi (2016-2020)
- I delitti del BarLume – serie TV, 18 episodi (2017-2025)
- La concessione del telefono - C'era una volta Vigata, regia di Roan Johnson – film TV (2020)
- L'ispettore Coliandro – serie TV, episodio 8x01 (2021)
- Studio Battaglia – serie TV (2022)
- Call My Agent - Italia - serie TV (2023-2024)

## Doppiaggio (parziale)
- Vincent D'Onofrio in Law & Order - Criminal Intent (st. 1 ep. 1-5)
- Luis Luque in Antonella
- Carlos Mata in  Señora
- Luis Melo in Garibaldi, l'eroe dei due mondi
- John Turturro in Slipstream - Nella mente oscura di H.
- Ron Silver in The Ten
- Johnny Knoxville in Grand Theft Parsons
- Peter Stormare in Spun
- Craig Sheffer in Swarm - Minaccia dalla giungla
- Tommy Lister in Van Helsing - Dracula's Revenge
- Eduardo in Gli amici immaginari di casa Foster
- Edward in Camp Lazlo

## Podcast
- La vespa celiaca di Pietro Sanclemente, regia di Renzo Martinelli, Teatro i (2021)[4].